# Ларквил (Пенсилванија)
Ларквил (енгл. Larksville) град је у америчкој савезној држави Пенсилванија.

## Демографија
По попису из 2010. године број становника је 4.480, што је 214 (-4,6%) становника мање него 2000. године.
| Група             | 2000.         | 2010.         |
| Белци             | 4.623 (98,5%) | 4.301 (96,0%) |
| Афроамериканци    | 13 (0,3%)     | 37 (0,8%)     |
| Азијати           | 13 (0,3%)     | 28 (0,6%)     |
| Хиспаноамериканци | 33 (0,7%)     | 76 (1,7%)     |
| Укупно            | 4.694         | 4.480         |